# Министерство сельского хозяйства и продовольствия Республики Беларусь

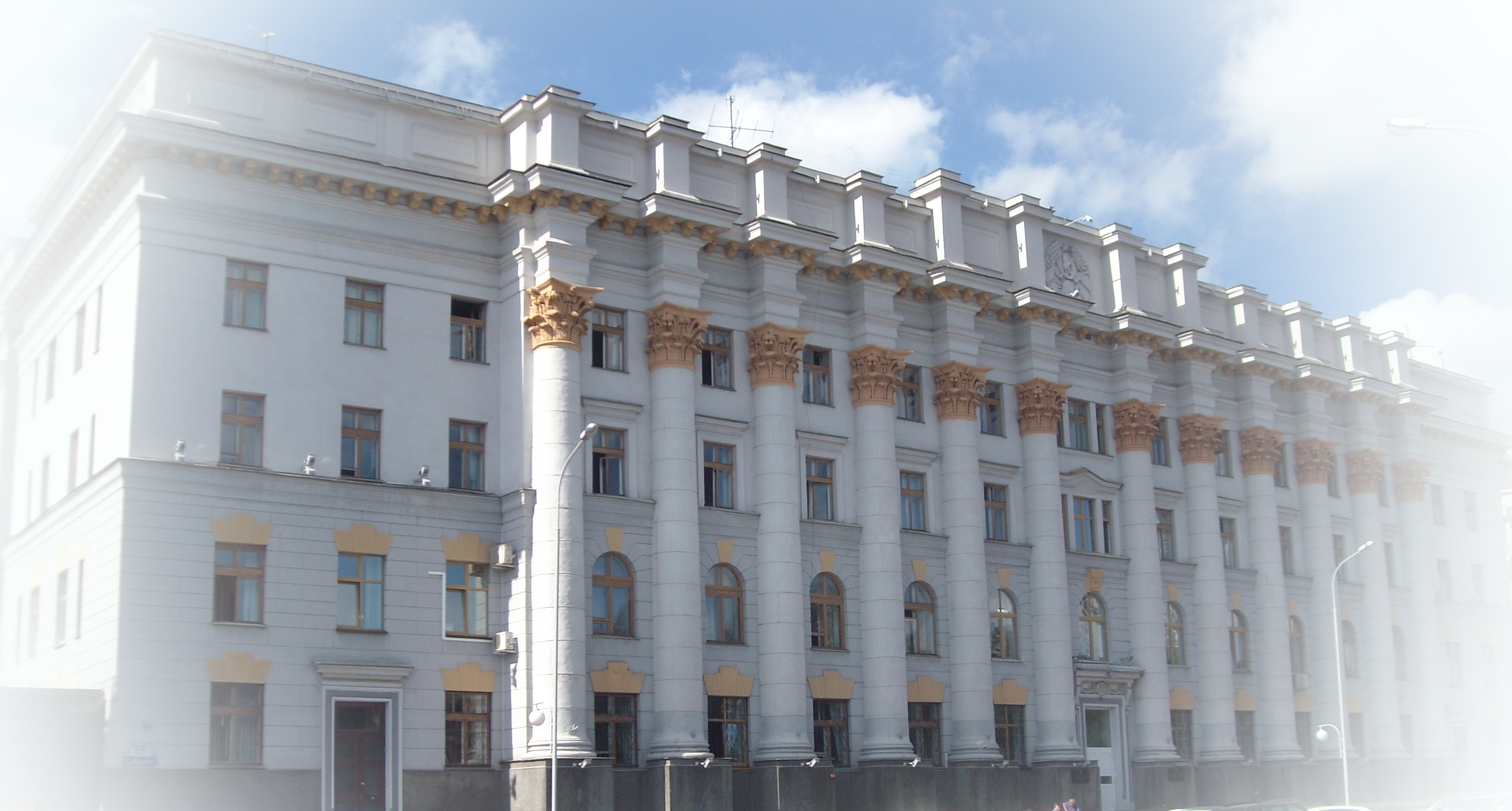

Министерство сельского хозяйства и продовольствия Республики Беларусь (бел. Міністэрства сельскай гаспадаркі і харчавання Рэспублікі Беларусь), также сокращённо Минсельхозпрод — является республиканским органом государственного управления и подчиняется Совету Министров Республики Беларусь.

## История
Министерство сельского хозяйства БССР начало своего существования берет с 1919 года, когда был образован Народный комиссариат земледелия БССР.
В марте 1946 года, в соответствии с постановлением Совета Народных Комиссаров БССР 411 от 11 марта 1946 года, Наркомзем был переименован в Министерство Земледелия, а на базе выделенных из Наркомзема управления технических культур и управления животноводства созданы министерство технических культур и Министерство животноводства БССР.
В 1947 году, в соответствии с Указом Президиума Верховного Совета БССР от 15 февраля 1947 года, Министерство земледелия, Министерство технических культур и министерство животноводства объединены в Министерство сельского хозяйства БССР.
В соответствии с Указом Президиума Верховного Совета БССР от 24 апреля 1953 года Министерство сельского хозяйства, Министерство совхозов, Министерство мелиорации, Министерство лесного хозяйства, управления сельского и колхозного строительства при Совете Министров БССР и управление по делам колхозов при Совете Министров БССР объединены в одно Министерство сельского хозяйства и заготовок БССР.
Постановлением Совета Министров БССР за № 1348 от 16 ноября 1953 года образовано Министерство совхозов БССР (из Главного управления совхозов МСХ и З БССР). В декабре месяце 1953 года решением Совета Министров выделен из Министерства сельского хозяйства в самостоятельный орган под названием Уполномоченный Министерства заготовок СССР по БССР. 5 апреля 1954 года постановлением Совета Министров БССР № 266 образовано Министерство мелиорации, выделенное из Главного управления мелиорации МСХ. Выделено также из министерства в самостоятельное Главное управление колхозного строительства, которое передано в ведение Министерства городского и сельского строительства.
16 марта 1965 года указом Президиума Верховного Совета на основании постановления ЦК КПБ и Совета Министров БССР Министерство сельского хозяйства и заготовок БССР преобразовано в Министерство сельского хозяйства БССР. 14 ноября 1985 года ЦК КПСС и Совет Министров СССР приняли постановление «О дальнейшем совершенствовании управления агропромышленным комплексом»; руководствуясь им, ЦК КПБ и Совет Министров БССР 22 ноября приняли постановление о создании Государственного агропромышленного комплекса (Госагропрома) БССР. С 1 января 1986 года министерство прекратило свою деятельность. Председатель Госагропрома являлся первым заместителем председателя Совета Министров БССР, два первых его заместителя — министрами и членами Совета Министров. 16 июля 1990 года Верховный Совет БССР начал именовать Госагропром БССР Госкомсельхозпродом БССР (Государственный комитет БССР по сельскому хозяйству и продовольствию), хотя нормативные акты о переименовании не составлялись.
20 февраля 1991 года Верховный Совет БССР преобразовал Государственный комитет БССР по сельскому хозяйству и продовольствию в Министерство сельского хозяйства и продовольствия БССР (с сентября 1991 года — Республики Беларусь). 12 августа 1991 года было утверждено положение о министерстве. 23 сентября 1994 года при министерстве был создан Комитет по хлебопродуктам (на базе упразднённого Министерства хлебопродуктов Республики Беларусь). 24 сентября 2001 года этот комитет был преобразован в Департамент по хлебопродуктам министерства. 6 февраля 2002 года в министерстве было создано 8 департаментов без прав юридического лица:
- Департамент внешнеэкономической деятельности;
- Департамент животноводства;
- Департамент механизации и технического прогресса с Главгостехнадзором;
- Департамент образования, науки и кадров;
- Департамент по делам инвестиций и строительства;
- Департамент продовольствия;
- Департамент растениеводства;
- Департамент экономики.

12 февраля 2004 года в министерстве был создан Департамент по мелиорации и водному хозяйству. Позднее в том же году все департаменты без права юридического лица (то есть все, кроме департаментов по хлебопродуктам и по мелиорации и водному хозяйству) были преобразованы в главные управления и управления министерства.

## Компетенция[3]
Министерство сельского хозяйства и продовольствия Республики Беларусь в соответствии с возложенными на него задачами и в соответствии с актами законодательства Республики Беларусь:
- принимает участие в разработке и реализации государственных и отраслевых программ;
- координирует деятельность организаций в области сельского хозяйства, рыбохозяйственной деятельности, производства пищевых продуктов и ветеринарии;
- обеспечивает в пределах своей компетенции проведение финансово-кредитной и ценовой политики;
- осуществляет методологическое руководство бухгалтерским учётом и отчетностью организаций, осуществляющих деятельность в области сельского хозяйства, рыбохозяйственной деятельности и производства пищевых продуктов;
- осуществляет руководство подчиненными организациями, принимает решения о создании, реорганизации и ликвидации указанных организаций, утверждении их уставов, кроме случаев, установленных законодательными актами;
- реализует права на владение, пользование и распоряжение имуществом, находящимся в республиканской собственности, в том числе переданными ему в установленном порядке в управление акциями (долями в уставных фондах) хозяйственных обществ;
- определяет на основании актов законодательства для подчинённых организаций порядок управления государственным имуществом;
- создает фонды в соответствии с актами законодательства;
- в соответствии со своей компетенцией осуществляет контроль в области безопасности генно-инженерной деятельности;
- осуществляет государственную регистрацию сортов генно-инженерных растений, пород генно-инженерных животных и штаммов непатогенных генно-инженерных микроорганизмов и выдает свидетельство об их государственной регистрации;
- осуществляет надзор в области семеноводства, карантина и защиты сельскохозяйственных растений, а также государственный карантинный фитосанитарный контроль (надзор);
- организует проведение испытаний средств защиты растений и удобрений, подлежащих государственной регистрации;
- разрабатывает основные направления развития комплексной механизации, электрификации, газификации, теплоснабжения, энергосбережения и транспортного обслуживания сельского хозяйства, рыбохозяйственной деятельности и производства пищевых продуктов;
- выполняет функции заказчика и осуществляет координацию работ по разработке тракторов, сельскохозяйственной техники и оборудования для сельского хозяйства, рыбохозяйственной деятельности и производства пищевых продуктов за счет средств бюджета и иных источников, ведение реестра указанных технических средств, прошедших испытания на соответствие требованиям технических нормативных правовых актов в области технического нормирования и стандартизации в аккредитованных испытательных лабораториях (центрах) государственных учреждений (организаций), организует проведение испытаний сельскохозяйственной техники и оборудования;
- осуществляет координацию работ подчинённых организаций по вопросам проведения испытаний тракторов, сельскохозяйственной техники и оборудования в аккредитованных испытательных лабораториях (центрах) в соответствии с областью аккредитации на соответствие требованиям технических нормативных правовых актов в области технического нормирования и стандартизации;
- осуществляет обследование технического состояния колесных тракторов, прицепов и полуприцепов к ним, самоходных машин и оборудования;
- осуществляет государственный контроль (надзор) за соблюдением требований технических регламентов Таможенного союза, Евразийского экономического союза, надзор в области ветеринарии, а также ветеринарный контроль, осуществляемый на Государственной границе Республики Беларусь;
- осуществляет надзор в области обеспечения качества продовольственного сырья и пищевых продуктов, а также зерна и комбикормов;
- обеспечивает рациональное использование земельных участков, предоставленных в пользование подчинённым организациям;
- обеспечивает контроль радиоактивного загрязнения почв сельскохозяйственных земель, сельскохозяйственной продукции, сырья и кормов, продуктов животного и растительного происхождения, проведение радиационного мониторинга сельскохозяйственных земель и осуществляет согласование объёмов работ, предусмотренных комплексом защитных мероприятий для загрязненных радионуклидами сельскохозяйственных земель в рамках реализации государственных программ по преодолению последствий катастрофы на Чернобыльской АЭС;
- обеспечивает методическое руководство по проектированию и строительству объектов производственного назначения и социальной сферы, осуществляемым для подчинённых организаций, участвует в подготовке схем развития и размещения производств для указанных организаций;
- осуществляет анализ состояния внутреннего рынка пищевой продукции;
- распределяет тарифные квоты на ввоз на территорию Республики Беларусь отдельных видов сельскохозяйственных товаров;
- осуществляет разработку прогнозных балансов спроса и предложения по отдельным видам сельскохозяйственной продукции, сырья и продовольствия;
- обеспечивает производство пищевых продуктов;
- участвует в разработке балансов государственных ресурсов зерна и продуктов его переработки, принимает меры по изысканию дополнительных источников пополнения товарных запасов зерна, белкового и минерального сырья;
- осуществляет контроль за выполнением заданий Совета Министров Республики Беларусь по закладке хлебопродуктов в государственный материальный резерв;
- организует в установленном порядке централизованное накопление, рациональное размещение, хранение и использование хлебных ресурсов;
- координирует в пределах своей компетенции внешнеэкономическую деятельность организаций в области сельского хозяйства, рыбохозяйственной деятельности и производства пищевых продуктов, а также осуществляет её информационное обеспечение;
- осуществляет международное сотрудничество, в том числе подготовку предложений и реализацию планов развития интеграционных связей и сотрудничества в области сельского хозяйства, рыбохозяйственной деятельности и производства пищевых продуктов с зарубежными странами, а также в рамках Союзного государства, Содружества Независимых Государств, Евразийского экономического союза и других региональных организаций;
- организует работу по изучению конъюнктуры зарубежных рынков, товарной и географической диверсификации экспорта продукции сельского хозяйства, рыбоводства и пищевых продуктов;
- определяет основные направления научно-технического развития в области сельского хозяйства, рыбохозяйственной деятельности и производства пищевых продуктов;
- координирует проведение фундаментальных и прикладных научных исследований в области сельского хозяйства, рыбохозяйственной деятельности и производства пищевых продуктов, обеспечивает взаимодействие научно-исследовательских учреждений и подчинённых Минсельхозпроду учреждений высшего образования;
- оказывает содействие подчинённым организациям в вопросах развития изобретательства и рационализации;
- обеспечивает создание и внедрение в производство новых сортов и гибридов сельскохозяйственных культур, высокопродуктивных пород животных, интенсивных ресурсосберегающих и безотходных технологий, новых видов продукции и методов организации производства, новых технологий в области сельского хозяйства, рыбохозяйственной деятельности и производства пищевых продуктов, включая мясные и молочные продукты, продукты мукомольно-крупяной и хлебопекарной промышленности, готовые корма для животных, повышение продуктивности рыболовных угодий, включая организацию проведения воспроизводства рыбы и водных беспозвоночных, сохранения и восстановления среды их обитания, селекционно-племенной работы, рыбоводно-мелиоративных мероприятий, работ по акклиматизации рыбы и водных беспозвоночных, зарыблению рыболовных угодий, ихтиологических наблюдений в рыболовных угодьях, сбор и анализ информации, полученной в результате таких наблюдений;
- осуществляет государственный надзор за племенным делом;
- организует работу по укомплектованию центрального аппарата Минсельхозпрода и подчинённых ему организаций высококвалифицированными специалистами, подготовке, повышению квалификации, стажировке и переподготовке кадров в области сельского хозяйства, рыбохозяйственной деятельности, производства пищевых продуктов, а также в области семеноводства, сортоиспытания, карантина и защиты растений, сохранения и повышения плодородия почв, племенного дела, ветеринарии, обеспечения качества продовольственного сырья и пищевых продуктов, мелиорации, механизации и электрификации сельскохозяйственного производства, а также педагогических и иных работников учреждений образования отрасли;
- организует и реализует мероприятия технического (технологического, поверочного) характера, осуществляет иные формы контроля (надзора), предусмотренные законодательством о контрольной (надзорной) деятельности;
- организует работу по созданию оптимального водного режима на мелиорированных землях, предотвращению деградации построенных водотоков и водоемов мелиоративных и водохозяйственных систем, их ремонт и эксплуатацию;
- во взаимодействии с другими государственными органами разрабатывает мероприятия по комплексной механизации мелиоративных и водохозяйственных систем, осуществляет их реализацию, а также обеспечение работоспособности данных систем и предотвращение затопления сельскохозяйственных угодий;
- осуществляет в пределах своей компетенции координацию деятельности в сфере переработки, консервирования рыбы и морепродуктов;
- устанавливает на основе балансов государственных ресурсов рыбы задания по объёмам выращивания прудовой и озерно-речной рыбы рыбоводным организациям, входящим в систему Минсельхозпрода;
- ведет государственный учёт мелиоративных систем и отдельно расположенных гидротехнических сооружений, осуществляет организацию и проведение учёта рыбных ресурсов, а также рыболовных угодий или их участков, используемых для ведения рыболовного хозяйства, принимает участие в ведении государственного кадастра и мониторинга животного мира;
- согласовывает проекты решений местных Советов депутатов о предоставлении в аренду рыболовных угодий, а также договоры аренды этих угодий;
- осуществляет управление деятельностью входящих в систему Минсельхозпрода организаций посредством регулирования их деятельности и реализации полномочий собственника с анализом эффективности работы входящих в систему Минсельхозпрода организаций и выработкой предложений о её повышении;
- осуществляет контроль за соблюдением требований по охране труда подчинёнными организациями, разработку и принятие в пределах своей компетенции отраслевых правил и типовых инструкций по охране труда, других нормативных правовых актов, в том числе технических нормативных правовых актов, содержащих требования по охране труда, а также разработку и реализацию отраслевых целевых программ улучшения условий и охраны труда, обобщает опыт работы в области обеспечения пожарной безопасности и оказывает информационно-методическую помощь подчинённым организациям;
- оказывает содействие развитию производства и экспорта наукоёмкой и высокотехнологичной продукции;
- осуществляет лицензирование отдельных видов деятельности;
- взаимодействует в решении экономических, социальных и других вопросов с местными исполнительными и распорядительными органами, принимает совместно с ними меры по совершенствованию развития сельского хозяйства, рыбохозяйственной деятельности и производства пищевых продуктов, согласовывает в установленном порядке положения о комитетах по сельскому хозяйству и продовольствию облисполкомов;
- осуществляет закупки товаров (работ, услуг) за счет средств республиканского бюджета в пределах сметы на очередной финансовый год;
- вносит в установленном порядке предложения о доведении организациям, осуществляющим производство хлебопродуктов и комбикормов, объёмов поставок зерна и рапса для республиканских государственных нужд;
- организует изучение, обобщение и распространение отечественного и зарубежного опыта в области сельского хозяйства, рыбохозяйственной деятельности и производства пищевых продуктов, а также ветеринарии;
- организует и проводит республиканские соревнования, смотры, конкурсы, смотры-конкурсы в области сельского хозяйства, рыбохозяйственной деятельности, производства пищевых продуктов, сохранения и повышения плодородия почв, племенного дела, ветеринарии, мелиорации, механизации и электрификации сельскохозяйственного производства, а также утверждает порядок их проведения и поощрения победителей;
- организует и проводит конкурс «Агромастерство» среди учащихся учреждений среднего специального образования, реализующих образовательные программы среднего специального образования, по направлению образования «Сельское хозяйство», а также определяет по согласованию с Министерством образования порядок его проведения и поощрения победителей;
- рассматривает в пределах своей компетенции обращения (предложения, заявления, жалобы) граждан, в том числе индивидуальных предпринимателей, и юридических лиц;
- по каждому случаю ненадлежащего рассмотрения подчинёнными организациями и комитетами по сельскому хозяйству и продовольствию облисполкомов обращений направляет их руководителям представления о привлечении должностных лиц, допустивших нарушение порядка рассмотрения обращений, к дисциплинарной ответственности;
- определяет порядок известкования кислых почв сельскохозяйственных земель;
- осуществляет другие функции, предусмотренные актами законодательства Республики Беларусь.

## Министры сельского хозяйстваБССРиРеспублики Беларусь[10]
1. Андреев Александр Антонович — член Временного Правительства Белоруссии по делам земледелия (4 января 1919 — 1919)
2. Игнатковский Всеволод Макарович — нарком земледелия (1919 — 19 сентября 1920)
3. Славинский Адам Семёнович — нарком земледелия (19 сентября 1920 — 19 марта 1924)
4. Гельтман Стефан Леонович — нарком земледелия (19 марта 1924 — 12 декабря 1924)
5. Прищепов Дмитрий Филимонович — нарком земледелия (12 декабря 1924 — 6 апреля 1929)
6. Рачицкий Филипп Николаевич — нарком земледелия (6 апреля 1929 — 4 мая 1933)
7. Бенек Казимир Францевич — нарком земледелия (4 мая 1933 — 26 апреля 1937)
8. Низовцев, Николай Федосиевич — нарком земледелия (26 апреля 1937 — 5 ноября 1937)
9. Шишков, Василий Фёдорович — нарком земледелия (5 ноября 1937 — 21 апреля 1938)
10. Крупеня, Иван Ануфриевич — нарком земледелия (1 августа 1939 — 14 мая 1941, 3 декабря 1943 — 15 февраля 1947)
11. Никитин, Павел Никифорович — министр сельского хозяйства (15 марта 1947 — 14 декабря 1947)
12. Костюк, Самуил Семёнович — министр сельского хозяйства (15 декабря 1947 — 9 июля 1957)
13. Луценко Михаил Николаевич — министр сельского хозяйства (9 июля 1957 — 6 декабря 1961)
14. Скоропанов Степан Гордеевич — министр сельского хозяйства (6 декабря 1961 — 4 августа 1972)
15. Козлов, Виктор Алексеевич — министр сельского хозяйства (4 августа 1972 — 16 марта 1979)
16. Сенько Федор Петрович — министр сельского хозяйства (20 марта 1979 — 25 ноября 1985)
17. Хусаинов, Юрий Минивалич — Председатель Госагропрома (14 января 1986 — 20 февраля 1991)
18. Мирочицкий, Федор Владимирович — министр сельского хозяйства и продовольствия (21 февраля 1991 — 28 октября 1994)
19. Леонов Василий Севостьянович — министр сельского хозяйства и продовольствия (4 августа 1994 — 19 ноября 1997)
20. Иван Шакола[бел.] — министр сельского хозяйства и продовольствия (19 ноября 1997 — 2 декабря 1998)
21. Мороз, Юрий Дмитриевич — министр сельского хозяйства и продовольствия (2 декабря 1998 — 14 июля 2000)
22. Попов Вадим Александрович — министр сельского хозяйства и продовольствия (14 июля 2000 — 22 ноября 2000)
23. Русый, Михаил Иванович — министр сельского хозяйства и продовольствия (6 февраля 2001 — 10 июня 2003)
24. Ломать, Зенон Кузьмич — министр сельского хозяйства и продовольствия (10 июня 2003 — 24 декабря 2003)
25. Дворянинович, Василий Васильевич — министр сельского хозяйства и продовольствия (24 декабря 2003 — 25 мая 2004)
26. Русак, Леонид Вячеславович — министр сельского хозяйства и продовольствия (25 мая 2004 — 17 апреля 2008)
27. Шапиро Семен Борисович — министр сельского хозяйства и продовольствия (18 апреля 2008 — 21 мая 2010)
28. Русый, Михаил Иванович — министр сельского хозяйства и продовольствия (24 мая 2010 — 10 апреля 2012)
29. Маринич, Леонид Адамович — исполняющий обязанности министра сельского хозяйства и продовольствия (10 апреля 2012 — 21 августа 2012)
30. Заяц Леонид Константинович — министр сельского хозяйства и продовольствия (21 августа 2012 — 27 марта 2019)
31. Хотько, Анатолий Николаевич — министр сельского хозяйства и продовольствия (2 апреля 2019 — 16 марта 2020)
32. Крупко, Иван Иванович — министр сельского хозяйства и продовольствия (16 марта 2020 — 21 декабря 2021)[11]
33. Брыло, Игорь Вячеславович — министр сельского хозяйства и продовольствия (10 февраля 2022 — 8 августа 2023)
34. Бартош, Сергей Иванович — министр сельского хозяйства и продовольствия (8 августа 2023 — 27 июня 2024)
35. Линевич, Анатолий Константинович — министр сельского хозяйства и продовольствия (27 июня 2024 — 4 марта 2025)
36. Горлов, Юрий Николаевич — министр сельского хозяйства и продовольствия (с 4 марта 2025)

## Структура[12]
В структуру центрального аппарата Минсельхозпрода входят Департамент ветеринарного и продовольственного надзора с правами юридического лица, главные управления, управления, отделы и секторы:
- Главное управление внешнеэкономической деятельности
- Главное управление инвестиций и строительства
- Главное управление интенсификации животноводства
- Главное управление образования, науки и кадров
- Главное управление перерабатывающей промышленности
- Главное управление растениеводства
- Главное управление технического прогресса и энергетики, государственного надзора за техническим состоянием машин и оборудования
- Главное управление финансов
- Главное управление экономики
- Управление контроля финансово-хозяйственной деятельности организаций
- Управление государственной собственности
- Управление методологии, бухгалтерского учёта и отчётности
- Управление организационного обеспечения и делопроизводства
- Управление секретариата
- Юридическое управление
- Отдел закупок и диспетчерской связи
- Отдел информационных технологий
- Сектор спецработы

## Руководство
- Министр — Горлов, Юрий Николаевич
- Первый заместитель Министра — Александр Зиновьевич Ломский
- Заместитель Министра — Владимир Владимирович Гракун
- Заместитель Министра — Вадим Викторович Шагойко
- Заместитель Министра — Алла Леоновна Ломакина
- Заместитель Министра — директор Департамента ветеринарного и продовольственного надзора — Иван Иванович Смильгинь[13]